# Samah Karaki
Pour les articles homonymes, voir Karaki.
 (octobre 2023).
La mise en forme du texte ne suit pas les recommandations de Wikipédia : il faut le « wikifier ».
Les points d'amélioration suivants sont les cas les plus fréquents. Le détail des points à revoir est peut-être précisé sur la page de discussion.
- Les titres sont pré-formatés par le logiciel. Ils ne sont ni en capitales, ni en gras.
- Le texte ne doit pas être écrit en capitales (les noms de famille non plus), ni en gras, ni en italique, ni en « petit »…
- Le gras n'est utilisé que pour surligner le titre de l'article dans l'introduction, une seule fois.
- L'italique est rarement utilisé : mots en langue étrangère, titres d'œuvres, noms de bateaux, etc.
- Les citations ne sont pas en italique mais en corps de texte normal. Elles sont entourées par des guillemets français : « et ».
- Les listes à puces sont à éviter, des paragraphes rédigés étant largement préférés. Les tableaux sont à réserver à la présentation de données structurées (résultats, etc.).
- Les appels de note de bas de page (petits chiffres en exposant, introduits par l'outil «  Source ») sont à placer entre la fin de phrase et le point final[comme ça].
- Les liens internes (vers d'autres articles de Wikipédia) sont à choisir avec parcimonie. Créez des liens vers des articles approfondissant le sujet. Les termes génériques sans rapport avec le sujet sont à éviter, ainsi que les répétitions de liens vers un même terme.
- Les liens externes sont à placer uniquement dans une section « Liens externes », à la fin de l'article. Ces liens sont à choisir avec parcimonie suivant les règles définies. Si un lien sert de source à l'article, son insertion dans le texte est à faire par les notes de bas de page.
- La présentation des références doit suivre les conventions bibliographiques. Il est recommandé d'utiliser les modèles {{Ouvrage}}, {{Chapitre}}, {{Article}}, {{Lien web}} et/ou {{Bibliographie}}. Le mode d'édition visuel peut mettre en forme automatiquement les références.
- Insérer une infobox (cadre d'informations à droite) n'est pas obligatoire pour parachever la mise en page.

Pour une aide détaillée, merci de consulter Aide:Wikification.
Si vous pensez que ces points ont été résolus, vous pouvez retirer ce bandeau et améliorer la mise en forme d'un autre article.
Samah Karaki, née en 1984 à Dubaï, est une neurobiologiste et chercheuse franco-libanaise. Docteure (2011) puis post-doc en neurosciences, elle vulgarise dans les médias des sujets liés aux neurosciences.

## Biographie

### Enfance et formation
Samah Karaki est née à Dubaï en 1984 et grandit à Beyrouth où elle étudie la biologie.
Elle obtient en 2005 une licence en Sciences de la vie et de la Terre à l'Université Saint-Joseph de Beyrouth, puis en 2008 un master 2 (M2) en neurosciences cognitives à l'université Claude-Bernard-Lyon-I, et en 2011 un doctorat (Ph.D.) en neuropsychopharmacologie à l'université de Montpellier avec les félicitations du jury (Summa cum laude).
En tant qu'étudiante puis doctorante, Samah Karaki effectue des stages et est également chargée de cours dans les organisations suivantes, : 
- De février 2006 à juin 2006 : Expérience dans un laboratoire à l'Institut Max-Planck d'ornithologie, Pöcking, Allemagne ;
- De septembre 2007 à juin 2008 : Stage de master - INSERM-SBRI - Stem-cell and Brain Research Institute, Université Claude-Bernard-Lyon-I, France ;
- D'octobre 2009 à avril 2011, elle est chargée de cours à l'Université de Nîmes au sein du département de psychologie ;
- D'octobre 2008 à septembre 2011 : Doctorante en neuropsychopharmacologie à l'Institut de Génomique Fonctionnelle - Université de  Montpellier, France ;
- D'octobre 2013 à février 2015, elle est chargée de cours à l'Institut de Psychologie Paris-Descartes ;
- De mars 2012 à août 2016 : Chercheuse postdoctorale en neuropsychologie cognitive - CNRS/INSERM - Université Pierre et Marie Curie (Paris 6- Sorbonne Universités).

### Vulgarisatrice
Samah Karaki écrit plusieurs ouvrages, produit des émissions de radio et passe régulièrement dans les médias pour prendre la parole sur divers sujets, avec une approche liée à la psychologie et aux neurosciences. Elle fonde en 2014 une association visant à vulgariser ces sujets : le Social Brain Institute qui a pour objectif de s'appuyer sur les apports des sciences cognitives pour promouvoir la justice sociale et environnementale.

## Publications

### Articles scientifiques
Samah Karaki contribue aux articles scientifiques suivants :
- "Quantitative phosphoproteomics unravels biased phosphorylation of serotonin 2A receptor at Ser280 by hallucinogenic versus nonhallucinogenic agonists" en 2014[3] ;
- "SWI/SNF chromatin remodeler complex within the reward pathway is required for behavioral adaptations to stress" en 2022[4].

### Livres
- Le Travail en équipe - Un peu de neurosciences pour les pros qui veulent collaborer autrement, aux Éditions Dunod[5],[6].
- Le talent est une fiction : déconstruire les mythes de la réussite et du mérite, aux Éditions Jean-Claude Lattès[7],[8],[9].
- L'empathie est politique : Comment les normes sociales façonnent la biologie des sentiments, aux éditions Éditions Jean-Claude Lattès[10].

### Podcast
Samah Karaki produit en 2023 un podcast sur France-Culture, dans la saison 3 de la collection de podcasts « Votre cerveau ». Elle y décrypte plusieurs aspects cognitifs de ce qui peut conduire à être créatif : motivation, collectif, tolérance à l'incertitude - écornant quelques mythes associés au talent :
- Épisode 1/6 : Votre cerveau crée en puisant dans son réservoir d’expériences[13] ;

« Autrefois, le cerveau était considéré comme un organe statique qui se développe et se structure dans l'enfance, puis cesse de se développer après l'âge adulte. Aujourd'hui, on sait qu’il s’enrichit d’une multitude d’expériences et se développe tout au long de la vie - ce qui nourrit sa créativité. »
- Épisode 2/6 : L’anxiété a des effets secondaires sur le travail de votre cerveau[14] ;

« Au-delà du potentiel créatif, il faut de l'audace, une subversion particulière pour se lancer, en tant qu'individu, dans une nouvelle direction. Cette subversion fait partie du processus créatif. Quel rôle jouent les contraintes qui s'imposent à notre cerveau, dans ce phénomène ? »
- Épisode 3/6 : Votre cerveau crée en tolérant l’ambiguïté[15] ;

« En fonction de notre degré de curiosité ou de tolérance, notre cerveau réagit différemment face à ce qui nous trouble. Pour notre cerveau, l’ambiguïté est un élément perturbateur. En voulant nous protéger, il la traite comme intrinsèquement désagréable, ce qui peut bloquer les processus créatifs. »
- Épisode 4/6 : Votre cerveau crée en se libérant du jugement[16] ;

« Quand vous êtes dans l’optique de performer, que vous cherchez à impressionner, à produire une œuvre réussie, à plaire, l’incertitude, qui doit faire partie du travail créatif, disparaît. En visant le succès ou la validation par autrui, vous perdez le plaisir simple et libre de créer. »
- Épisode 5/6 : Votre cerveau crée en s’inspirant des autres[16] ;

« Considérer que la créativité ne concerne que les idées inédites, c’est ignorer qu’imiter ouvertement les autres peut aussi générer de l’imprévu, du surprenant et même de l’originalité dans l’acte créatif. »
- Épisode 6/6 : Votre cerveau crée en revendiquant sa légitimité[17].

« Comment se libérer de l'effet des croyances qui vous enferment ? Comment se libérer de leur poids pour que créer ne soit plus réservé qu'à une poignée d'entre nous ? Votre cerveau est un organe plastique, capable de modifier et de faire évoluer vos propres croyances. »